# أراييك هاروتيونيان
أرايك هاروتيونيان ( (بالأرمنية: Արայիկ Հարությունյան)‏ ؛ من مواليد 14 ديسمبر 1973) هو الرئيس الحالي لمرتفعات قرة باغ ، شغل سابقًا منصب وزير الدولة ورئيس الوزراء في جمهورية ناغورني قره باغ (أرتساخ) . وكان آخر رئيس وزراء للبلاد قبل إلغاء منصب رئيس الوزراء في عام 2017.

## النشأة والتعليم
ولد في ستيباناكيرت عام 1973. التحق بمعهد يريفان الحكومي للاقتصاد في عام 1990 ، وبعد عامين في عام 1992 انضم إلى قوات الدفاع عن النفس في ناغورني قره باغ وشارك في حرب ناغورنو كاراباخ . بعد الحرب انتقل من معهد يريفان الحكومي للاقتصاد إلى كلية الاقتصاد بجامعة ولاية آرتساخ وتخرج في عام 1995. وفي عام 1998 أنهى دراسته العليا في جامعة ولاية أرتساخ.

## وظائف
بدأ حياته المهنية في وزارة المالية والاقتصاد في عام 1994، حيث شغل منصب مساعد الوزير. وفي عام 1997 ترك الوزارة وبدأ حياته المهنية في القطاع الخاص، في بنك Armagro ، وعمل هناك حتى عام 2004.

### في الجمعية الوطنية
شارك في تأسيس حزب Free Motherland في عام 2005 الذي شارك في الانتخابات البرلمانية لعام 2005 ، وفاز بـ 10 من 33 مقعدًا في الجمعية الوطنية . كما شغل منصب رئيس حزب الوطن الأم الحر وفصيل الوطن الأم الحر في الجمعية الوطنية. وترأس لجنة الإدارة المالية والميزانية والاقتصاد في الجمعية الوطنية.

### رئاسة الوزراء
في عام 2007 تم تعيينه رئيسًا للوزراء من قبل الرئيس آنذاك باكو ساهاكيان . كان خطابه الأول كرئيس للوزراء مليئ بالوعود بإحياء الاقتصاد والديمقراطية والعدالة الاجتماعية في الدولة غير المعترف بها. وشملت الخطوات العاجلة التي وعد باتخاذها «محاربة الفساد والحمائية والنظام العشائري والشرور الاجتماعية». بعد الاستفتاء الدستوري لعام 2017 ، تحولت جمهورية ناغورني قره باغ (أرتساخ) من نظام شبه رئاسي إلى نظام رئاسي وأُلغي مكتب رئيس الوزراء.
بقي في حكومة Sahakyan وعين وزيرا للدولة .

### رئاسة
شارك في الانتخابات العامة لعام 2020 وفاز بها، وبذلك أصبح الرئيس الرابع لأرتساخ. خلال الأسبوع الأول من رئاسته وقع على أمرين تنفيذيين حظي بدعاية كبيرة: الأول غيّر مقر الجمعية الوطنية في آرتساخ من ستيباناكيرت إلى شوشي ، بينما جعل الثاني كل التعليم العالي في آرتساخ مجانيًا.
في فترة رئاسته بدأت حرب مرتفعات قرة باغ 2020.